# Salto della quaglia
Salto della quaglia è un modo di dire italiano riferito a:
- un'espressione usata in politica;
- un fallace metodo di contraccezione del coito interrotto;
- un gioco praticato in passato a Roma.

Il significato della locuzione si trova nel comportamento della quaglia che, quando è inseguita dai cani del cacciatore, salta per disorientarli.

## Politica
L'espressione è spesso usata nel linguaggio politico dove indica un improvviso trasferimento da un partito a un altro, per interessi talora particolari, senza badare alla diversa connotazione politica. Questa pratica è tipica del "trasformismo politico" e chi la mette in atto è chiamato comunemente "voltagabbana" perché pratica il "cambio di casacca".

## Contraccezione
Con "salto della quaglia" ci si riferisce talvolta alla pratica del coito interrotto e consiste nell'estrazione del pene dalla vagina prima dell'eiaculazione.

## Gioco
Il salto della quaglia è anche il nome romano di un vecchio gioco che si svolge fra due ragazzi.